# England expects that every man will do his duty

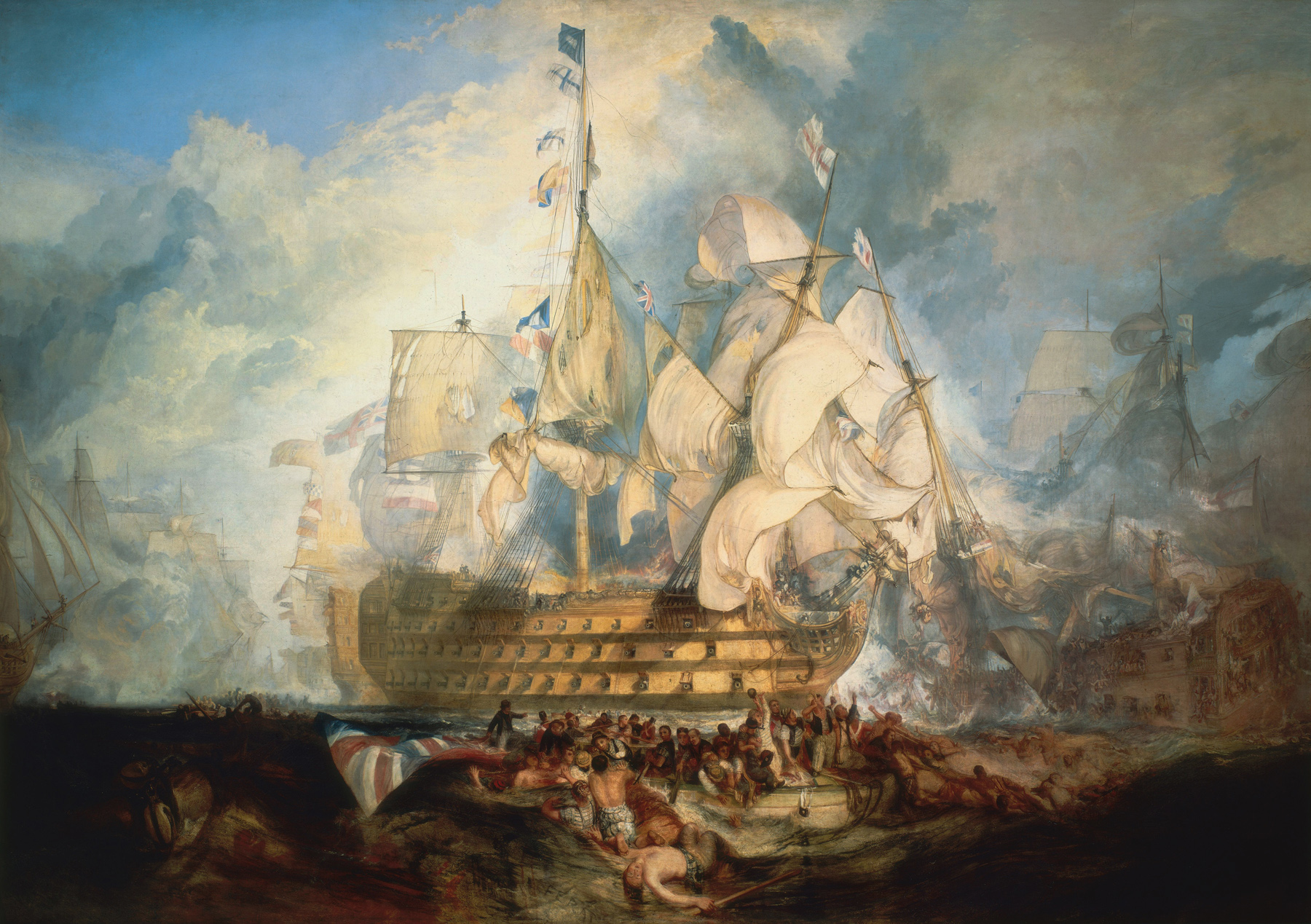
La battaglia di Trafalgar di William Turner (olio su tela, 1822-1824) mostra le ultime tre lettere di questo famoso segnale che sventolano dalla Victory.

«England expects that every man will do his duty» (inglese: «L'Inghilterra si aspetta che ogni uomo faccia il suo dovere») fu un segnale inviato dall'ammiraglio Horatio Nelson, primo visconte Nelson dalla sua nave ammiraglia HMS Victory mentre la battaglia di Trafalgar era sul punto di cominciare il 21 ottobre 1805. Trafalgar fu lo scontro navale decisivo delle guerre napoleoniche. Essa diede al Regno Unito di Gran Bretagna e Irlanda il controllo dei mari, eliminando ogni possibilità di un'invasione e conquista francese della Gran Bretagna. Sebbene vi fosse molta confusione intorno alle parole del segnale nei momenti successivi alla battaglia, l'importanza della vittoria e la morte di Nelson durante la battaglia stessa, fecero sì che la frase s'incidesse nella psiche collettiva inglese, e che fosse regolarmente citata, parafrasata e menzionata fino al giorno d'oggi.

## Segnali durante la battaglia
Mentre la flotta britannica si avvicinava alle flotte nemiche combinate di Francia e Spagna, lord Nelson segnalò alle sue navi tutte le istruzioni necessarie per la battaglia. Tuttavia, consapevole della gravità degli eventi in arrivo, egli sentì che occorreva qualcosa in più. Istruì allora il suo ufficiale alle segnalazioni, il tenente John Pasco, di segnalare alla flotta, il più rapidamente possibile, il messaggio «L'Inghilterra confida che ogni uomo farà il suo dovere.» (in inglese «England confides that every man will do his duty.»). Pasco suggerì a Nelson di sostituire si aspetta (expects) al posto di confida (confides), dal momento che la prima parola era nel libro dei segnali, mentre confida avrebbe dovuto essere compitata lettera per lettera. Nelson acconsentì al cambiamento (anche se «si aspetta» dava un'impressione di minor fiducia rispetto a «confida»):
Il termine «Inghilterra» era ampiamente usato al tempo per riferirsi al Regno Unito, anche se la flotta britannica includeva anche significativi contingenti di Irlanda, Scozia e Galles. Così, intorno alle 11:45 del 21 ottobre 1805, fu inviato il più famoso segnale marittimo della storia britannica. L'ora esatta in cui il segnale fu inviato non è nota (un resoconto la fissa molto prima alle 10:30), in quanto il messaggio fu ritrasmesso da un capo all'altro della flotta e i registri sarebbero stati annotati dopo la battaglia, ma Pasco la fissa «intorno a mezzogiorno meno un quarto» ed anche i registri di altre navi dello schieramento la fissano vicino a quest'ora.

Il famoso segnale di Nelson, trasmesso usando il Vocabolario dei segnali telegrafici della Marina di Popham.

Il segnale fu trasmesso usando il codice di bandiere numerico conosciuto come il Vocabolario dei segnali telegrafici della Marina, inventato nel 1800 dal contrammiraglio sir Home Popham, e basato sui libri dei segnali creati in precedenza dall'ammiraglio lord Howe. Questo codice assegnava le cifre da 0 a 9 a dieci bandiere di segnalazione. Queste bandiere in combinazione tra loro rappresentavano codici numerici ai quali erano assegnati significati mediante un libro di codici, distribuito a tutte le navi della Royal Navy e appesantito con il piombo per essere gettato fuori bordo in caso di cattura. Si crede che i numeri del codice siano stati issati sull'albero di mezzana, uno dopo l'altro, con la "bandiera telegrafica" fatta anch'essa sventolare per mostrare che i segnali impiegavano il codice di Popham. La parola «dovere» (duty) non era nel libro dei codici, e non fu sostituita come lo era stata «confida», così dovette essere compitata lettera per lettera, con la conseguenza che l'intero messaggio richiese dodici «alzate». (La parola duty era codificata come mostrato in quanto i numeri 1–25 simboleggiavano le lettere A-Z, senza J. Inoltre, nell'alfabeto di quel periodo la V precedeva la U.) Si crede che ci sarebbero voluti circa quattro minuti. Una squadra da quattro a sei uomini, guidata dal tenente Pasco, avrebbe preparato e issato le bandiere a bordo della nave ammiraglia di lord Nelson HMS Victory. Il messaggio mostra uno dei punti deboli del codice di Popham — anche la parola do di sole due lettere richiedeva tre bandiere issate per il segnale. Si racconta che una grande acclamazione si levò quando il segnale fu issato e ripetuto in tutta la flotta.
Il messaggio «ingaggiare il nemico più da vicino» fu il segnale finale di Orazio Nelson alla flotta, inviato alle 12.15 del pomeriggio, prima che un solo cannone britannico avesse fatto fuoco contro il nemico. Questo messaggio fu segnalato usando la bandiera telegrafica e le bandiere 1 e 6. Nelson ordinò che il segnale fosse imbrogliato e tenuto a riva.
Rimase in alto fino a quando fu spazzato via da un colpo durante la battaglia.

## Dopo la battaglia

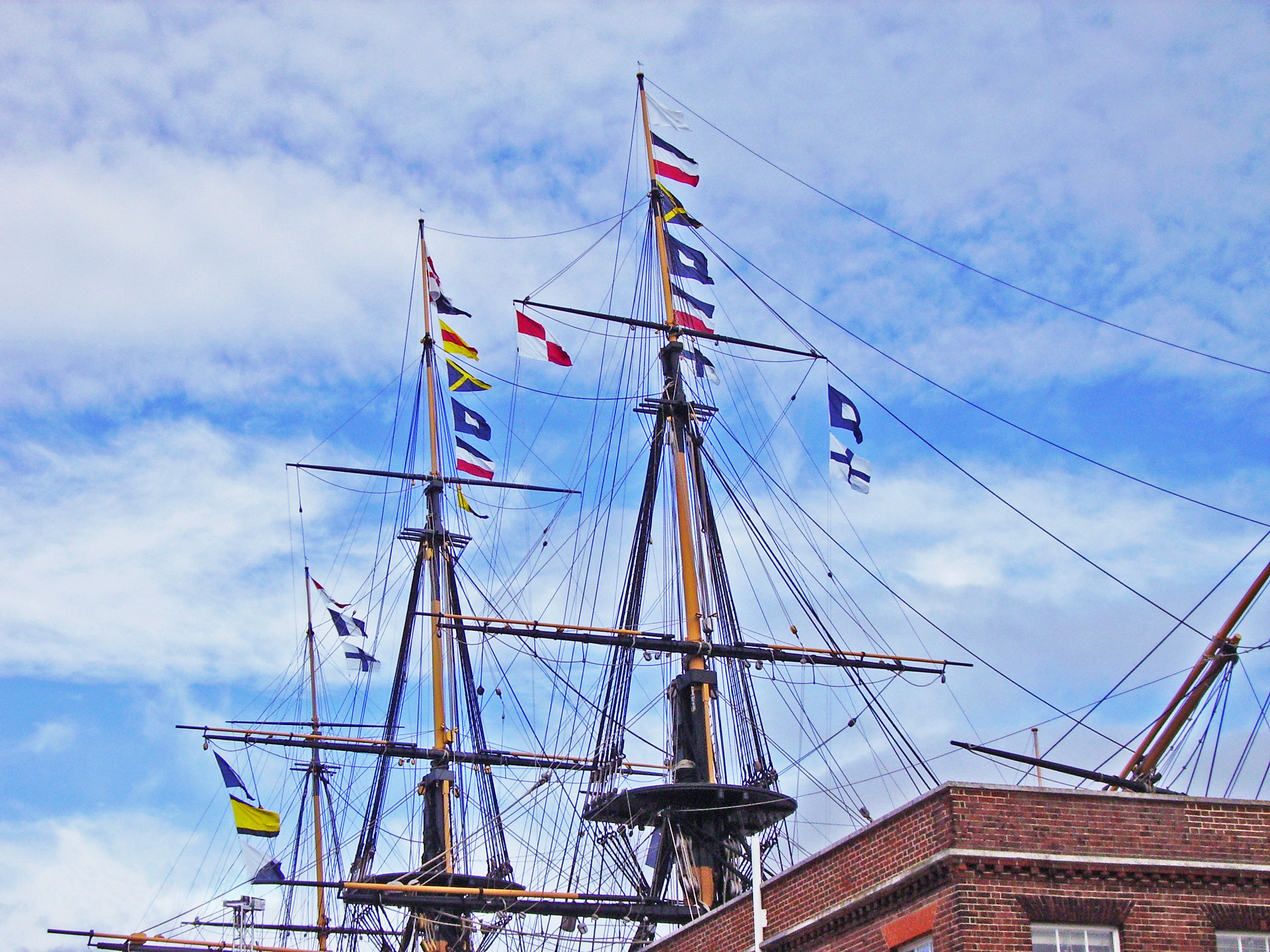
Il segnale di Nelson, «L’Inghilterra si aspetta che ogni uomo farà il suo dovere», che sventola dalla Victory nel bicentenario della battaglia di Trafalgar.

Quasi immediatamente, il segnale incominciò ad essere citato erroneamente. Un certo numero di navi nella flotta registrò il segnale come England expects every man to do his duty, frase leggermente diversa da quella esatta, nonostante il significato sia lo stesso. La versione erronea divenne così prevalente che è registrata intorno alla base della Colonna di Nelson e sulla sua tomba nella Cattedrale di San Paolo a Londra. Tuttavia, il registro della Victory e i resoconti dell'ufficiale di segnalazione John Pasco e di Henry Blackwood (capitano della fregata Euryalus), entrambi presenti alla preparazione del segnale, concordano sulla forma qui riportata. Nel 1811, il tenore John Braham compose una canzone, «La morte di Nelson» (The Death of Nelson), che includeva le parole del segnale. La canzone divenne popolare quasi immediatamente e fu eseguita in tutto l'Impero britannico durante il XX secolo. Per adattare le parole alla metrica, esse furono alterate in «L'Inghilterra si aspetta che ogni uomo in questo giorno farà il suo dovere» (England expects that every man this day will do his duty). Anche questa versione della frase è persistente.
Fra il 1885 e il 1908 si credette che il segnale fosse stato inviato usando il libro dei codici del 1789, in quanto nel 1885 si mise in evidenza che questo non era stato sostituito fino al 1808. Nel 1908 però, fu scoperto che l'Ammiragliato aveva, in realtà, cambiato il codice dei segnali nel novembre 1803, dopo che i Francesi si erano impadroniti della versione del 1799, ed i libri dei nuovi codici erano stati distribuiti alla flotta di Nelson a Cadice nel settembre 1805. Come risultato, i libri pubblicati fra queste due date mostrano il segnale che usa le bandiere sbagliate.
Il segnale è ancora issato sulla Victory nel suo bacino di carenaggio a Portsmouth ogni anno nel Giorno di Trafalgar (21 ottobre), sebbene le bandiere di segnalazione siano esposte tutte insieme, correndo da prua a poppa, piuttosto che issate dall'albero di mezzana.

### Segnali simili
Il famoso segnale di Nelson è stato imitato in altre marine del mondo. Napoleone ordinò che la traduzione francese, «La France compte que chacun fera son devoir», fosse esposta sui vascelli francesi.
All'apertura della battaglia di Plattsburgh nel settembre 1814, il commodoro Thomas MacDonough della Marina degli Stati Uniti fece sventolare il segnale «I marinai arruolati forzatamente invitano ciascuno a fare il suo dovere» («Impressed seamen call on every man to do his duty»), riferendosi al fatto che l'arruolamento forzato dei marinai statunitensi era stata una popolare causa della guerra del 1812.
Prima della battaglia di Tsushima, l'ammiraglio giapponese Togo (che aveva studiato scienza navale in Inghilterra dal 1871 al 1878) segnalò alla sua flotta: «Il fato dell'Impero dipende dalla battaglia di oggi: che ogni uomo faccia del suo meglio».

## Riferimenti nella cultura di massa

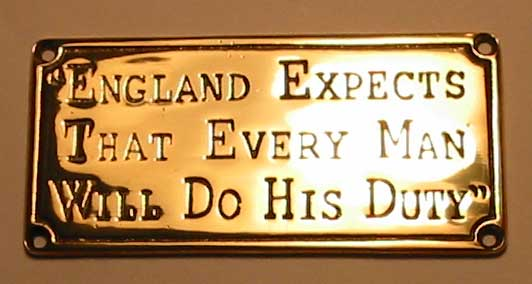
Targa ricordo che commemora il famoso segnale di Nelson.

La frase è diventata ben conosciuta in Inghilterra a causa della fama duratura di lord Nelson e dell'importanza della battaglia di Trafalgar nella storia britannica. Generazioni di scolari britannici hanno imparato di Trafalgar, insieme ad altri momenti cruciali della storia britannica quali la battaglia di Hastings, la Magna Carta, la Congiura delle polveri e la battaglia d'Inghilterra.
Charles Dickens la cita nel Capitolo 43 di Martin Chuzzlewit:
«...as the poet informs us, England expects Every man to do his duty, England is the most sanguine country on the face of the earth, and will find itself continually disappointed.»
«...come ci informa il poeta, l'Inghilterra si aspetta che ogni uomo faccia il suo dovere, l'Inghilterra è il paese più ottimista sulla faccia della terra, e si ritroverà continuamente delusa.»
Ne La caccia allo Snark (The Hunting of the Snark) di Lewis Carroll, il Banditore (the Bellman) dice:
«For England Expects — I forbear to proceed. Tis a maxim tremendous, but trite.»
«Perché l'Inghilterra S'Aspetta — Evito di procedere. È una massima stupenda, ma trita e ritrita.»
Nella raccolta di poesie I'm a Stranger Here Myself (1938) di Ogden Nash c'è una breve poesia intitolata «L'Inghilterra Si Aspetta» (England Expects).
Alla frase del segnale fece riferimento anche Margaret Thatcher durante il suo cruciale discorso al gabinetto che alla fine persuase i membri del suo governo a schierarsi con lei sulla questione della poll tax, che stava creando divisioni. Andando più indietro, è stata usata da James Joyce nel suo romanzo, Ulisse, che contiene numerose ripetizioni del messaggio di Nelson, comprese parecchie che sono deliberatamente frammentate o mal citate (addirittura come «L'Irlanda si aspetta che ogni uomo farà il suo dovere»). Negli Stati Uniti, l'ex segretario della Marina Gordon England, giocando sul suo cognome, indossava una cravatta con le bandiere che rappresentavano la famosa citazione quando visitava le navi della Marina.
La frase è pronunciata da un personaggio su una zattera nel film Lo squalo 2 che finge di essere un comandante della marina britannica poco prima che lo squalo attacchi.
Oggi «England expects...» è spesso adattato per essere usato nei media, specialmente in relazione alle aspettative di una vittoria delle squadre sportive inglesi. Tale è il legame della frase con lo sport che un recente libro sulla storia della nazionale di calcio dell'Inghilterra di James Corbett era intitolato England Expects. Anche uno sceneggiato televisivo della BBC Scotland porta lo stesso nome.